# Kawkhali Upazila
Kawkhali Upazila är ett underdistrikt i Bangladesh. Det ligger i den södra delen av landet, 130 km söder om huvudstaden Dhaka. 
Trakten runt Kawkhali Upazila består till största delen av jordbruksmark. Runt Kawkhali Upazila är det mycket tätbefolkat, med 1 411 invånare per kvadratkilometer.